# Zahrádka (ort i Tjeckien, Vysočina)
Zahrádka är en ort i Tjeckien.   Den ligger i regionen Vysočina, i den sydöstra delen av landet, 150 km sydost om huvudstaden Prag. Zahrádka ligger 411 meter över havet och antalet invånare är 126.
Terrängen runt Zahrádka är huvudsakligen platt. Zahrádka ligger nere i en dal. Runt Zahrádka är det glesbefolkat, med 20 invånare per kvadratkilometer. Närmaste större samhälle är Třebíč, 16,0 km väster om Zahrádka. Trakten runt Zahrádka består till största delen av jordbruksmark.